# Suricato (banda)
Suricato foi um projeto do cantor, produtor e guitarrista carioca Rodrigo Suricato.
Criado em 2009, ficou conhecida do grande público após ser finalista da primeira temporada do reality-show SuperStar da Rede Globo. O projeto possuiu diferentes fases e sua marca registrada foi a versatilidade musical, viajando entre o folk rock, pop, indie folk e até a MPB.

## História

#### O Começo
A banda foi formada, em 2009, por Rodrigo Suricato (voz e guitarra), Diogo Gameiro (bateria) e Lancaster (baixo) - substituído no ano seguinte por Mário Vargas. Na época do lançamento do primeiro CD, Pra Sempre Primavera (2012), Rodrigo já era um reconhecido guitarrista de apoio de nomes como Tiago Iorc e Paulinho Moska. O trio passou a abrir os shows da tour "Bailão do Ruivão" de Nando Reis, enquanto Rodrigo trabalhava como guitarrista na banda do reality show The Voice Brasil. Foi neste programa que teve a oportunidade de conhecer Lulu Santos, então jurado da atração. Ao gravar uma versão ukulele para a canção "Um Certo Alguém", durante um número musical do programa da Rede Globo, Suricato teve a aprovação do cantor e compositor do hit. Atualmente, Lulu usa o arranjo de Rodrigo ao interpretar a música.

#### Programa Superstar
A banda teve destaque na atração pela qualidade das canções autorais e instrumentos desconhecidos do grande público, terminando em quarto lugar.
Depois de toda visibilidade alcançada no programa Superstar, lança então o seu segundo álbum Sol-Te (2014), produzido por Christian Oyens com músicas autorais e direção artística de Rodrigo Suricato, mesclando um novo conceito de rock folk com instrumentos diferenciados e uma sonoridade pop.
A banda começa a despontar no cenário musical e, com isso, recebe indicações de prêmios. Também foram convidados a participar do Rock in Rio e fizeram sua apresentação no festival tocando ao lado do multi-instrumentista americano, Raul Midón.

#### Mudança na formação e atualmente
Rodrigo passa a ser vocalista do Barão Vermelho em 2017 e conciliou desde então as muitas facetas do projeto Suricato. Assinou contrato com a gravadora Universal Music e é indicado novamente ao Grammy Latino em 2019 em formato "one man band". Lança diversos projetos entre eles as parcerias com Melim e Vitor Kley, até reunir um novo time de músicos para integrar a nova versão da banda  nos álbuns "Suricato Sessions" (2021) e "Marshmallow Flor de Sal" (2022), seu quarto disco de canções inéditas, produzido por Kassin e Rodrigo Suricato. Para esse último trabalho, a banda foi composta por Carol Mathias (contrabaixo e synth), Martha V (guitarra e synth) e o co-fundador Diogo Gameiro (bateria).

### Fim das atividades e Carreira Solo

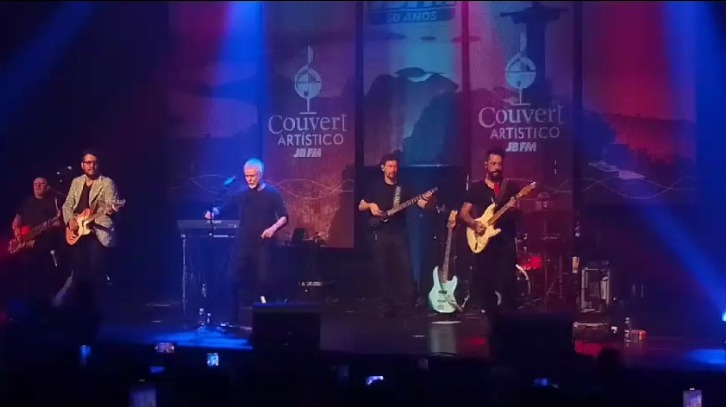
Ritchie e Rodrigo Suricato em show do programa Couvert Artístico da rádio JB FM, realizado em 21 de maio de 2024, no Teatro Claro Mais Rio, em Copacabana, na cidade do Rio de Janeiro.

Em abril de 2023, Rodrigo Suricato anuncia o fim das atividades da banda e último show para 12 de maio em São Paulo.
Em 21 de maio de 2024, a Rádio JB FM promoveu o encontro de Rodrigo Suricato, agora em carreira solo, com o cantor Ritchie. Tal encontro foi realizado no Rio de Janeiro, para celebrar os 40 anos de lançamento do primeiro álbum de trabalho de Ritchie, chamado “Voo de Coração”. Neste show Ritchie revelou que foi ele quem sugeriu que o então chamado Rodrigo Nogueira adotasse o nome artístico de Rodrigo Suricato, denominação que Rodrigo pretendia dar a sua banda que  ainda estava por se formar; sendo parceiros musicais de muito tempo, na época Suricato trabalhava como guitarrista da banda dos shows de Ritchie.

## Discografia

### Álbuns
| Ano  | Detalhes do disco |
| ---- | --- |
| 2012 | Pra Sempre Primavera - Produzido por Jr. Tostói - Lançamento: 21 de setembro de 2012 - Formato: CD, Download Digital e Streaming - Álbum independente     |
| 2014 | Sol-te - Produzido por Christiaan Oyens - Lançamento: 27 de outubro de 2014 - Formato: CD, Streaming - Gravadora: Som Livre                               |
| 2019 | Na Mão as Flores - Produzido por Marco Vasconcellos e Rodrigo Suricato - Lançamento: 26 de julho de 2019 - Formato: CD - Gravadora: Universal Music Group |
| 2020 | Suricateando - Produzido por Rodrigo Suricato - Formato : Streaming - Gravadora: Universal Music Group                                                    |
| 2020 | One Man Band - Ao Vivo - Vol. 1 - Produzido por Rodrigo Suricato - Formato: Streaming, Áudio Visual - Gravadora: Universal Music Group                    |
| 2020 | One Man Band - Ao Vivo - Vol. 2 - Produzido por Rodrigo Suricato - Formato: Streaming, Áudio Visual - Gravadora: Universal Music Group                    |
| 2021 | Suricato Sessions - Produzido por Rodrigo Suricato - Formato: Streaming, Áudio Visual - Gravadora: Universal Music Group                                  |
| 2022 | Marshmallow Flor de Sal - Produzido por Kassin e Rodrigo Suricato - Formato: Streaming - Gravadora: Universal Music Group                                 |

| Ano  | Música                        | Novela            |
| ---- | ----------------------------- | ----------------- |
| 2015 | "Pra Tudo Acontecer"          | Totalmente Demais |
| 2016 | "O Sanfoneiro Só Tocava Isso" | Êta Mundo Bom!    |
| 2016 | "Um Tanto"                    | Sol Nascente      |

| Ano  | Música                                                   | Formato             |
| ---- | -------------------------------------------------------- | ------------------- |
| 2013 | "Um certo alguém" (feat. Lulu Santos)                    | Single              |
| 2014 | "Natal Branco" (part. Claudia Leitte)                    | Natal Em Família 2  |
| 2015 | "Pro Dia Nascer Feliz"                                   | Rock In Rio 30 Anos |
| 2020 | "Astronauta" (feat. Melim)                               | Single              |
| 2020 | "Até o fim"                                              | Single              |
| 2020 | "Respiros"- Instrumental (Suricato e Paula Costa)        | EP                  |
| 2020 | "A dois" (feat. Vitor Kley)                              | Single              |
| 2021 | "Insanidade"(feat. Filipe Soares)                        | Single              |
| 2022 | "O poder do Eu Te Amo"(feat. Estevão Queiroga e Jota.Pê) | Single              |

## Integrantes

### Atuais

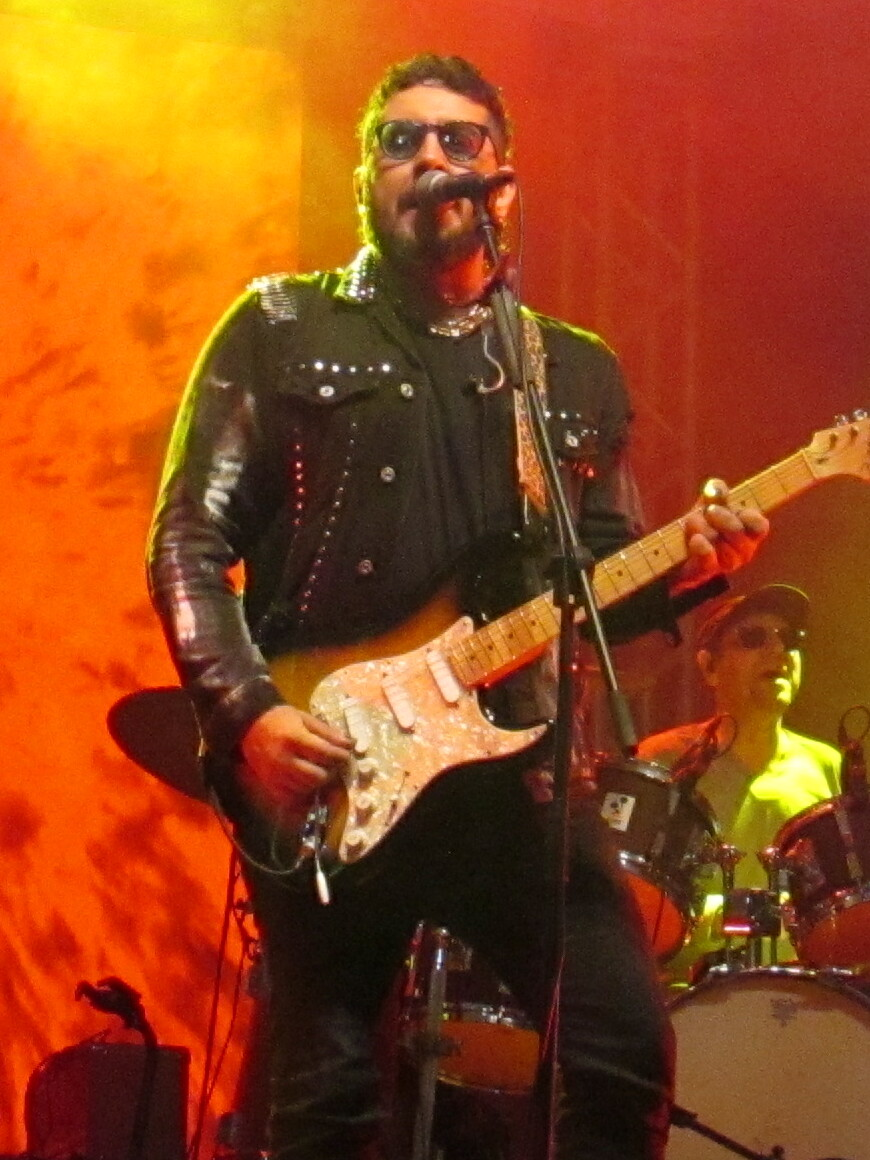
Suricato durante show em Angra dos Reis (2022)

| Atuais           | 2021 -                                          |
| ---------------- | ----------------------------------------------- |
| Rodrigo Suricato | voz, guitarras, composições e direção artística |
| Carol Mathias    | Synth Bass, Contrabaixo, Vocais                 |
| Martha V         | Synth, Vocais, Guitarra                         |
| Diogo Gameiro    | Bateria                                         |

### Ex-músicos e colaboradores
| Ex-músicos e colaboradores | Função                                                                                               |
| -------------------------- | --- |
| Mário Vargas               | baixo                                                                                                |
| Pompeo Pelosi              | bateria e percussão                                                                                  |
| Guilherme Schwab           | guitarras, violões, viola caipira, didjeridoo, weisseborn, mandolim, gaita, ukelele e backing vocals |
| Raphael Romano             | baixo e vocais                                                                                       |
| Miguel Bestard             | guitarras e vocais                                                                                   |
| Thiago Medeiros            | violino, trompete, teclados e vocais                                                                 |
| Cauê Nardi                 | violão, viola caipira e vocais                                                                       |
| Marcelo Vig                | bateria                                                                                              |
| Cesinha                    | bateria e bandolim                                                                                   |
| Lancaster                  | baixo                                                                                                |
| Marfa Kurakina             | baixo                                                                                                |

## Prêmios e indicações
|  | Ano  | Prêmio                                | Categoria                                                       | Resultado |
|  | ---- | ------------------------------------- | --------------------------------------------------------------- | --------- |
|  | 2009 | Gibson Contest                        | Melhor guitarrista brasileiro (Rodrigo Suricato)                | Venceu    |
|  | 2015 | Prêmio Multishow de Música Brasileira | Experimente                                                     | Indicado  |
|  | 2015 | Prêmio Jovem Brasileiro               | Melhor Banda Jovem                                              | Indicado  |
|  | 2015 | Grammy Latino                         | Melhor álbum de rock ou música alternativa em língua portuguesa | Venceu    |
|  | 2019 | Grammy Latino                         | Melhor álbum de rock ou música alternativa em língua portuguesa | Indicado  |